# Strefa Teisseyre’a-Tornquista
Strefa Teisseyre’a-Tornquista (strefa T-T, strefa Tornquista-Teisseyre’a) – ciąg uskoków tektonicznych tworzący wschodnią granicę szwu transeuropejskiego łączącego platformę wschodnioeuropejską ze strukturami geologicznymi Europy Zachodniej.

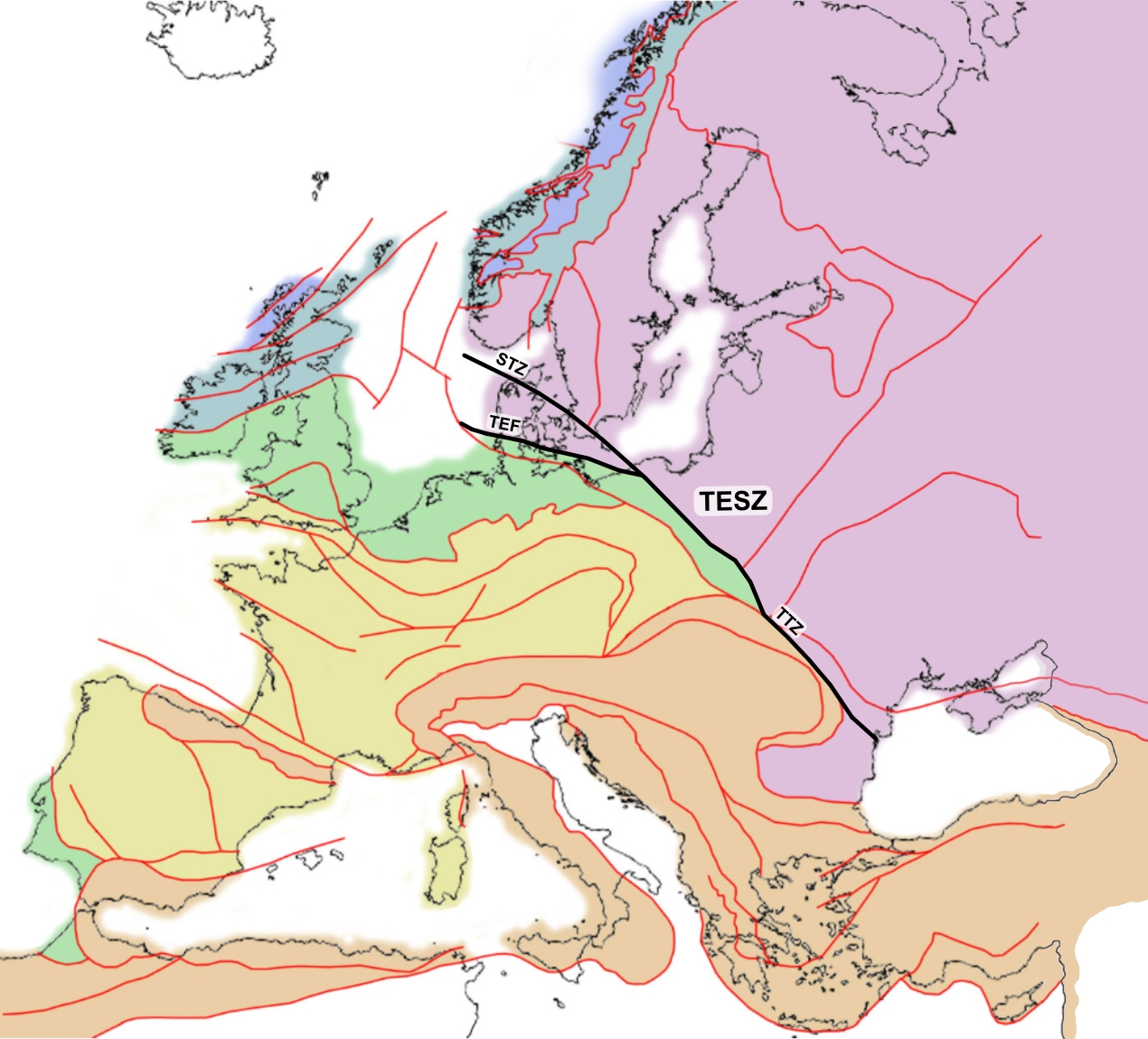

## Charakterystyka
Strefa Teisseyre’a-Tornquista ma szerokość ok. 100 km. Ponieważ jest przykryta osadami o miąższości od 8 do 12 km, znamy ją tylko dzięki metodom geofizycznym, które wykazały istnienie rozłamów o głębokości kilkudziesięciu, a nawet 100 km.
W strefie T-T występuje skokowa zmiana właściwości skał skorupy ziemskiej. Składa się z serii równoległych głębokich uskoków i rozłamów. Niektóre z nich sięgają nieciągłości Mohorovičicia. Uskoki są głównie pionowe, niekiedy lekko nachylone na północny wschód.
Do niedawna strefą Teisseyre’a-Tornquista zwano cały szew transeuropejski, jednak badania doprowadziły do rozróżnienia między strefą T-T jako strukturą liniową – zachodnią krawędzią platformy wschodnioeuropejskiej, a strefą szwu transeuropejskiego jako strukturą o charakterze pasmowym – połączeniem tej platformy z mniejszymi strukturami przyrosłymi do niej od zachodu.
Strefę odkrył polski geolog Wawrzyniec Teisseyre, a jego badania potwierdził Niemiec Alexander Tornquist. Od ich nazwisk pochodzi nazwa. Mimo większego wkładu w odkrycie i zbadanie strefy w zachodnich publikacjach nazwisko Polaka niekiedy stawia się na drugim miejscu lub pomija.

## Zobacz
- Szew transeuropejski